# جاده ای۱۸۰ (انگلستان)
جاده ای۱۸۰ (انگلیسی: A180 road) یکی از جاده‌های کشور انگلستان است.
این جاده از روستا بارنتبی شروع و در شهرک کلیتورپس به پایان می‌رسد، طول این جاده ۲۶.۷ کیلومتر است.